# Davîdo-Mîkilske, Krasnodon
Davîdo-Mîkilske (în ucraineană Давидо-Микільське) este localitatea de reședință a comunei Davîdo-Mîkilske din raionul Krasnodon, regiunea Luhansk, Ucraina.

## Demografie
Componența lingvistică a localității Davîdo-Mîkilske
     Rusă (62,66%)
     Ucraineană (37,23%)
Conform recensământului din 2001, majoritatea populației localității Davîdo-Mîkilske era vorbitoare de rusă (62,66%), existând în minoritate și vorbitori de ucraineană (37,23%).